# Nicolae Dăscălescu
Nicolae Dăscălescu (n. 16 iunie 1884, Căciulești, România – d. 26 septembrie 1969, Piatra-Neamț, România) a fost un general român, care s-a distins în luptele celui de-al Doilea Război Mondial atât pe Frontul de Est (iunie 1941 - februarie 1943), cât și pe Frontul de Vest (august 1944 - mai 1945). A comandat Armata a 4-a română (11 ianuarie - 19 februarie 1945 și 3 martie - 1 iunie 1945), cu care a participat la campania antihitleristă.
Nicolae Dăscălescu a fost arestat pentru presupuse crime de război în 1945 - 1946 și a fost achitat în 1946 de această acuzație; a fost arestat în 1951 pentru sabotaj agricol și, după achitare, a fost deținut abuziv în închisoare timp de patru ani sub aceeași acuzație de crime de război, fără a mai fi judecat.

## Biografie

### Tinerețea și începutul carierei militare
Nicolae Dăscălescu s-a născut la data de 16/28 iunie 1884 în județul Neamț, într-o familia țăranilor săraci Ioniță și Ecaterina Dăscălescu care au avut nouă copii, dintre care doar patru au ajuns la vârsta majoratului. Nicolae era cel mai mic băiat al familiei. A urmat studiile primare la școala din satul Gura Văii, a absolvit Colegiul Național „Petru Rareș” din Piatra Neamț, după care, cu un efort financiar considerabil, a reușit să se înscrie în 1906 la Școala Militară de Artilerie, Geniu și Marină din București, pe care a absolvit-o în vara anului 1908, clasându-se al treilea dintr-o promoție de 30 de elevi. A fost avansat în 1/14 iulie 1908 la gradul de sublocotenent și repartizat comandant de pluton în Regimentul 8 Artilerie din Roman (1908-1909). A urmat cursurile Școlii de aplicație între 30 septembrie 1909 și 1 iulie 1911, după absolvirea cărora a revenit pe postul de comandant de pluton în Regimentul 8 Artilerie și la 30 iulie/12 august 1911 (după alte surse la 1 octombrie 1911) a fost avansat la gradul de locotenent. A participat la luptele din cel de-al Doilea Război Balcanic în vara anului 1913, comandând o baterie a Regimentului 8 Artilerie. În 1 aprilie 1916 a fost avansat la gradul de căpitan înainte de termen și transferat în Regimentul 4 Artilerie din Bacău.

### Primul Război Mondial
La intrarea României în Primul Război Mondial căpitanul Nicolae Dăscălescu a participat cu Regimentul 4 Artilerie (inclus în Divizia 7 Infanterie) la luptele din sectorul nordic al ofensivei din Transilvania, remarcându-se în Lupta de la Miercurea Ciuc (1916) și fiind decorat cu Ordinul „Coroana României” cu spade și panglică de „Virtutea Militară”, în grad de Cavaler. Bateria căpitanului Nicolae Dăscălescu a fost întrebuințată în luptele de pe frontul din Moldova ca baterie de artilerie antiaeriană în zona Pralea, doborând un avion inamic la 9/22 mai 1917, și a susținut unitățile românești care au participat în vara anului 1917 la luptele de la Coșna și Cireșoaia. În același an, 1917, a fost decorat cu ordinul militar rus „Sfânta Ana”. A preluat în 1 septembrie 1917 comanda unui divizion de artilerie și a fost avansat la gradul de maior. În decembrie 1918 a fost decorat cu Crucea Comemorativă a Războiului 1916-1918 cu baretele „Ardeal”, „Carpați”, „București” și „Tg. Ocna”.
A luat parte, împreună cu divizionul său (inclus în Divizia 7 Infanterie), la Campania din Ungaria din primăvara și vara anului 1919, ajungând până la Tisa și înaintând apoi către Budapesta. Ca urmare a meritelor sale militare a fost decorat în septembrie 1919 cu Ordinul „Coroana României” cu spade și panglică și cu „Virtutea Militară”, în grad de Ofițer.
După război a fost numit șef de stat major al Diviziei 14 Infanterie (în 27 ianuarie 1920) și apoi ca șef Birou Studii în cadrul Ministerului de Război (în 1 iunie 1920). A urmat cursurile Școlii Superioare de Război din București (1 noiembrie 1921 - 1 august 1923), fiind avansat în această perioadă la gradul de locotenent-colonel (23 mai 1923) și clasându-se al doilea dintr-o promoție de 30 de cursanți. A urcat apoi treptele ierarhiei militare, îndeplinind pe rând funcțiile de șef de stat major al Diviziei 1 Aeriene (1925-1931), șef de stat major al Inspectoratului General al Aeronauticii (octombrie 1931 – octombrie 1932) și comandant al Regimentului 1 Artilerie Antiaeriană de la Ghencea-București (octombrie 1932 - octombrie 1933). A fost avansat în această perioadă la gradul de colonel (1 octombrie 1929) și a fost decorat la 20 iunie 1933 cu „Medalia Aeronautică” cls. a III-a.
A părăsit Forțele Aeronautice în 1933, îndeplinind pe rând funcțiile de șef de stat major al Corpului 3 Armată (1933-1936) și comandant al Brigăzii 12 Artilerie (1936-1937). A fost avansat general de brigadă la 1 aprilie 1937 (cu vechime în grad de la 1 octombrie 1935) și numit la 1 octombrie 1937 secretar general al Ministerului de Război (păstrând comanda Brigăzii 12 Artilerie până la 15 decembrie 1937). În 1938 a preluat comanda Brigăzii 1 Artilerie Antiaeriană, iar un an mai târziu, la 8 septembrie 1939, a devenit comandant al Diviziei 25 Infanterie de la Buzău, care s-a deplasat în toamna anului 1939, ca urmare a începerii celui de-al Doilea Război Mondial, în nordul Moldovei. Nicolae Dăscălescu a fost avansat în 8 iunie 1940 la gradul de general de divizie și numit în 14 iunie 1940 la comanda Diviziei 20 Infanterie, aflată în garnizoană în Transilvania.

### Al Doilea Război Mondial

#### Frontul antisovietic
Intrarea României în cel de-al Doilea Război Mondial (22 iunie 1941) l-a găsit la comanda Diviziei 20 Infanterie cu care a participat la eliberarea Basarabiei și apoi, în perioada august - octombrie 1941, în Bătălia de la Odesa. La mijlocul lunii iulie 1941, potrivit unor surse, mareșalul Ion Antonescu l-a decorat pe câmpul de luptă cu Ordinul „Mihai Viteazul”, cl. III-a, prin scoaterea propriei decorații de pe piept și înmânarea ei generalului Dăscălescu; această decorare a fost oficializată ulterior printr-un decret regal.
Astfel, generalul de divizie Nicolae Dăscălescu a fost decorat pe 22 septembrie 1941 cu Ordinul „Mihai Viteazul”, cl. III „pentru modul cum a impulsionat și condus divizia sa în luptele din ziua de 12 Iulie 1941, când deși divizia rămăsese cu o valoare de circa 4 batalioane, a rezistat cu bărbăție atacurilor date de doua divizii ruse, susținute de un violent foc de artilerie de proporții nebănuite și de atacul aviației. A fost continuu în linia I-a, fiind mereu prezent la regimente și batalioane sub focul violent al inamicului. În ziua de 8 Iulie a condus personal Regimentul Dorobanți, la atac spre a-și îndeplini misiunea ordonată”.
La 8 noiembrie 1941, după transferarea generalului Nicolae Macici la comanda Armatei 1, generalul Dăscălescu a fost numit în funcția de comandant al Corpului 2 Armată, fiind avansat la 18 iulie 1942 la gradul de general de corp de armată. A comandat Corpul 2 Armată în toamna anului 1942 în Bătălia de la Stalingrad. După înfrângerea armatelor germano-române la Stalingrad, Corpul 2 Armată a revenit în România, primind misiunea de a apăra litoralul românesc al Mării Negre.

#### Frontul antihitlerist
După arestarea lui Antonescu la data de 23 august 1944 și întoarcerea armelor împotriva Germaniei, generalul Dăscălescu a condus operațiunile militare ale Corpului 2 Armată împotriva trupelor germane din Dobrogea în perioada 24-30 august 1944. Unitatea comandată de el a fost apoi atașată Armatei a 4-a (comandată de generalul Gheorghe Avramescu) și trimisă pe frontul din Transilvania, unde a purtat lupte grele pe Valea Mureșului și, ulterior, pe valea Someșului Mic, luând 10.500 de prizonieri germani. Diviziile Corpului 2 Armată au luat parte în 25 octombrie 1944 la eliberarea orașelor Satu Mare și Carei, ultimele localități românești aflată sub ocupație maghiară. Unitățile aflate sub comanda lui au trecut apoi pe teritoriul Ungariei în urmărirea inamicilor, reușind să traverseze râul Tisa la mijlocul lunii noiembrie 1944, apoi au înaintat în nordul Ungariei până la granița cu Cehoslovacia, pe care au atins-o la 17 decembrie 1944.
Ca urmare a rechemării în România a generalului Avramescu în 11 ianuarie 1945, generalul Dăscălescu a preluat comanda Armatei a 4-a, pe care a deținut-o până la 19 februarie 1945, când generalul Avramescu a revenit la comandă. În această perioadă unitățile Armatei a 4-a au obținut victorii importante în luptele din Munții Tatra. La 3 martie 1945, după moartea în condiții încă neelucidate a generalului Avramescu, Nicolae Dăscălescu a primit comanda Armatei a 4-a pe care a deținut-o până la 1 iunie 1945, după sfârșitul războiului.
Luptele pentru eliberarea orașelor Banská Bystrica (25 martie 1945) și Kremnica au fost deosebit de grele, iar generalul Dăscălescu a fost rănit de o salvă de mortier, dar a refuzat să părăsească terenul de luptă. Meritele sale în calitate de comandant al Armatei a 4-a române au fost recunoscute prin citarea de două ori pe ordinele de zi ale Comandamentului Suprem Sovietic. În ordinul de zi al ministrului de război din 3 aprilie 1945 a fost elogiată dârzenia comandantului militar român: „Marele exemplu a fost dat de însuși comandantul armatei, generalul de corp de armată Dăscălescu Nicolae, care, deși rănit în luptele pentru eliberarea orașului, a rămas mai departe în fruntea trupelor sale”. Apropiat de soldați, vizitându-i zilnic pe răniți, generalul Dăscălescu a considerat că meritul pentru victorii revine militarilor anonimi din linia întâi, după cum reiese dintr-un îndemn publicat de corespondentul de război al ziarului Scânteia în aprilie 1945: „Scrieți în ziarul dumneavoastră că nu generalul Dăscălescu are meritul victoriilor repurtate, ci soldații care stau luni de zile în ger, zăpadă, vânturi și ploi. Eu nu vreau nici să se pomenească de mine. Sunt fericit când vorbiți și scrieți de ei, când țara recunoaște și apreciază lupta și sacrificiile soldatului. Lor li se cuvine totul”.
Generalul de corp de armată Nicolae Dăscălescu a fost trecut din oficiu în rezervă pentru limită de vârstă de la data de 29 iunie 1945, prin decizia ministerială nr. 1.659 din 22 septembrie 1944. A fost trecut apoi în retragere la 29 iulie 1945. A fost decorat în decursul carierei sale militare cu numeroase ordine și medalii, printre care: ordinele românești „Mihai Viteazul”, cl. a III-a cu spade, „Steaua României”, clasele a IV-a și a III-a cu spade (21 februarie 1945), „Coroana României”, clasele a V-a, a IV-a și a III-a cu spade, ordinul cehoslovac „Crucea de Război cehoslovacă” etc.

### Persecuția și reabilitarea
Pe 9 septembrie 1945 a fost arestat și judecat pentru presupuse crime de război, dar a fost achitat definitiv. S-a stabilit în satul natal Căciulești, ocupându-se cu agricultura pe lotul de pământ de 5 ha pe care l-a primit de la stat ca urmare a decorării cu Ordinul „Mihai Viteazul”. Prin hotărârea Comisiei județene de revizuire a pensionarilor publici de pe lângă Tribunalul Ilfov – Sectorul 1 Galben din 1 decembrie 1948 i s-a suspendat dreptul la pensie, considerându-se că avea o atitudine ostilă regimului. Fiind considerat chiabur pentru că avea în proprietate acel lot de pământ, i-au fost impuse cote agricole mari pe care nu a putut să le plătească din moment ce i se sistase pensia și fuseseră naționalizate cele trei case cu câte două camere pe care le avea în Piatra Neamț. Astfel, în 1951, a fost arestat și trimis în judecată pentru „sabotaj agricol”, însă a fost achitat de Tribunalul raional Piatra Neamț care a constatat că i s-au impus cote prea mari.
Ulterior, în 21 noiembrie 1951, a fost arestat și închis la Jilava sub acuzația că ar fi săvârșit crime de război, deși fusese judecat și achitat definitiv în 1946. A fost ținut în arest timp de patru ani, fără a fi judecat, fiind eliberat pe 5 octombrie 1955 prin decretul nr. 421/1955 cu privire la grațieri și amnistieri, care a abrogat legea nr. 291/1947 prin care erau condamnate faptele de care el era acuzat. Mai mult, cercetările efectuate în octombrie 1955 au stabilit că nu a desfășurat o activitate ostilă regimului comunist așa că i s-a restabilit dreptul la o pensie lunară de 631 lei.
A refuzat constant să colaboreze cu Ministerul Apărării cu ocazia diverselor comemorări sau să-și redacteze memoriile. Prin Decretul Consiliului de Stat al Republicii Populare Romîne nr. 500/1964 i s-a conferit Ordinul „23 August” clasa a II-a „pentru merite deosebite în opera de construire a socialismului, cu prilejul celei de a XX-a aniversări a eliberării patriei”. Generalul Dăscălescu a murit în ziua de 26 septembrie 1969, la Piatra Neamț, și a fost înmormântat cu onoruri militare, fiind condus pe ultimul drum de peste 10.000 de oameni.

## Decorații
- Ordinul „Sfânta Ana” (1917)
- Ordinul „Coroana României” cu spade și panglică (septembrie 1919)
- „Virtutea Militară”, în grad de Ofițer (septembrie 1919)
- Ordinul „Steaua României” în gradul de Comandor (8 iunie 1940)[12]
- Ordinul Militar „Mihai Viteazul”, cl. III (22 septembrie 1941)[8]
- Ordinul „Mihai Viteazul” cu spade, cl. III-a
- Ordinul „Steaua României”, clasele a IV-a și a III-a cu spade (21 februarie 1945)
- Ordinul „Coroana României” cu spade și panglică de „Virtutea Militară”, în grad de Cavaler
- Ordinul „Coroana României”, clasele a V-a, a IV-a și a III-a cu spade
- Crucea Comemorativă a Războiului 1916-1918 cu baretele „Ardeal”, „Carpați”, „București” și „Tg. Ocna”
- „Crucea de Război Cehoslovacă”
- Ordinul „23 August” clasa a II-a (10 august 1964) „pentru merite deosebite în opera de construire a socialismului, cu prilejul celei de a XX-a aniversări a eliberării patriei”[11]

## Galerie de imagini

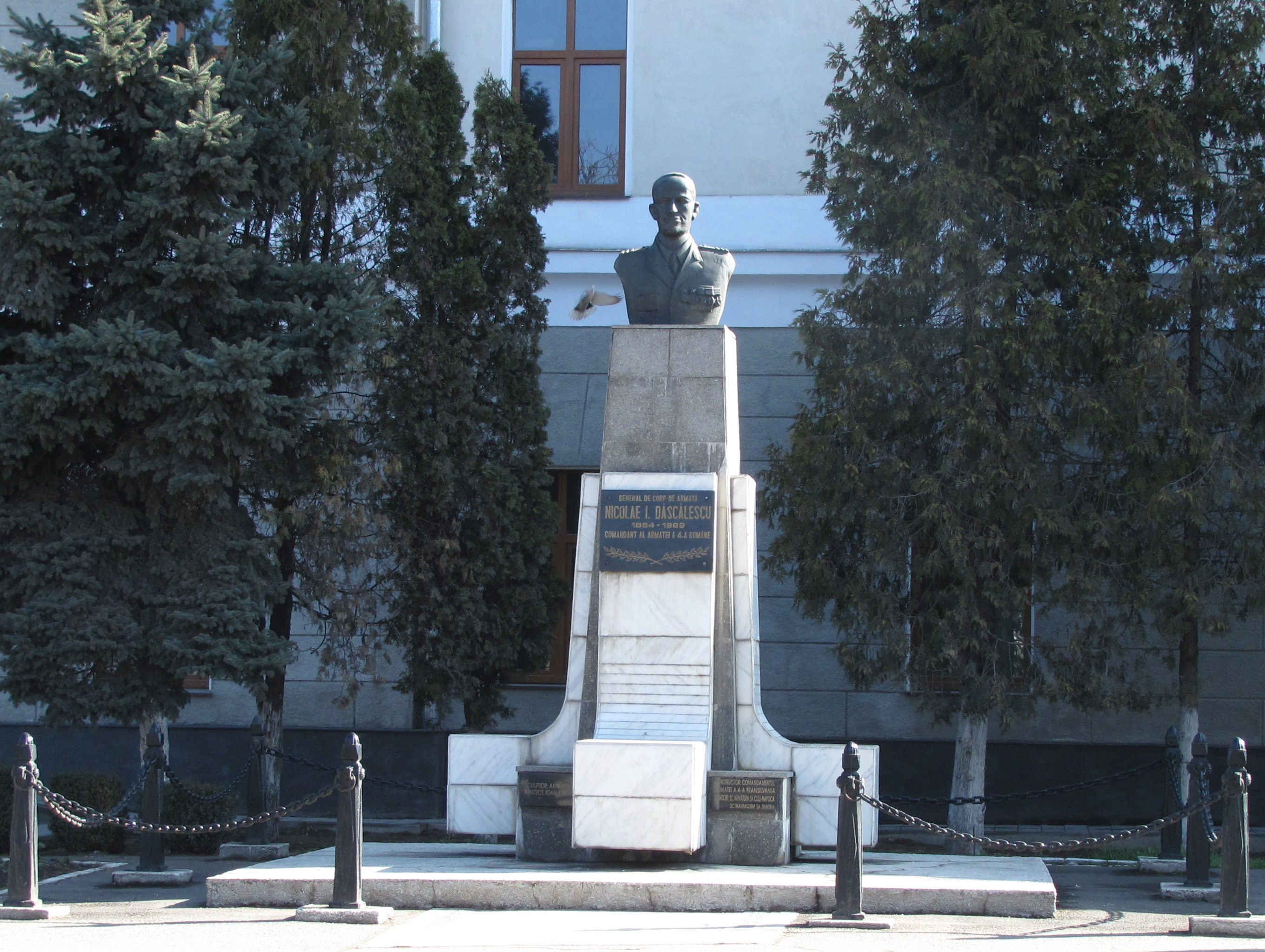
Bustul lui Nicolae I. Dăscălescu (Cluj-Napoca, Piața Ștefan cel Mare)